# 希爾施泰因山 (古爾克阿爾卑斯山脈)
46°59′54″N 14°5′9″E / 46.99833°N 14.08583°E

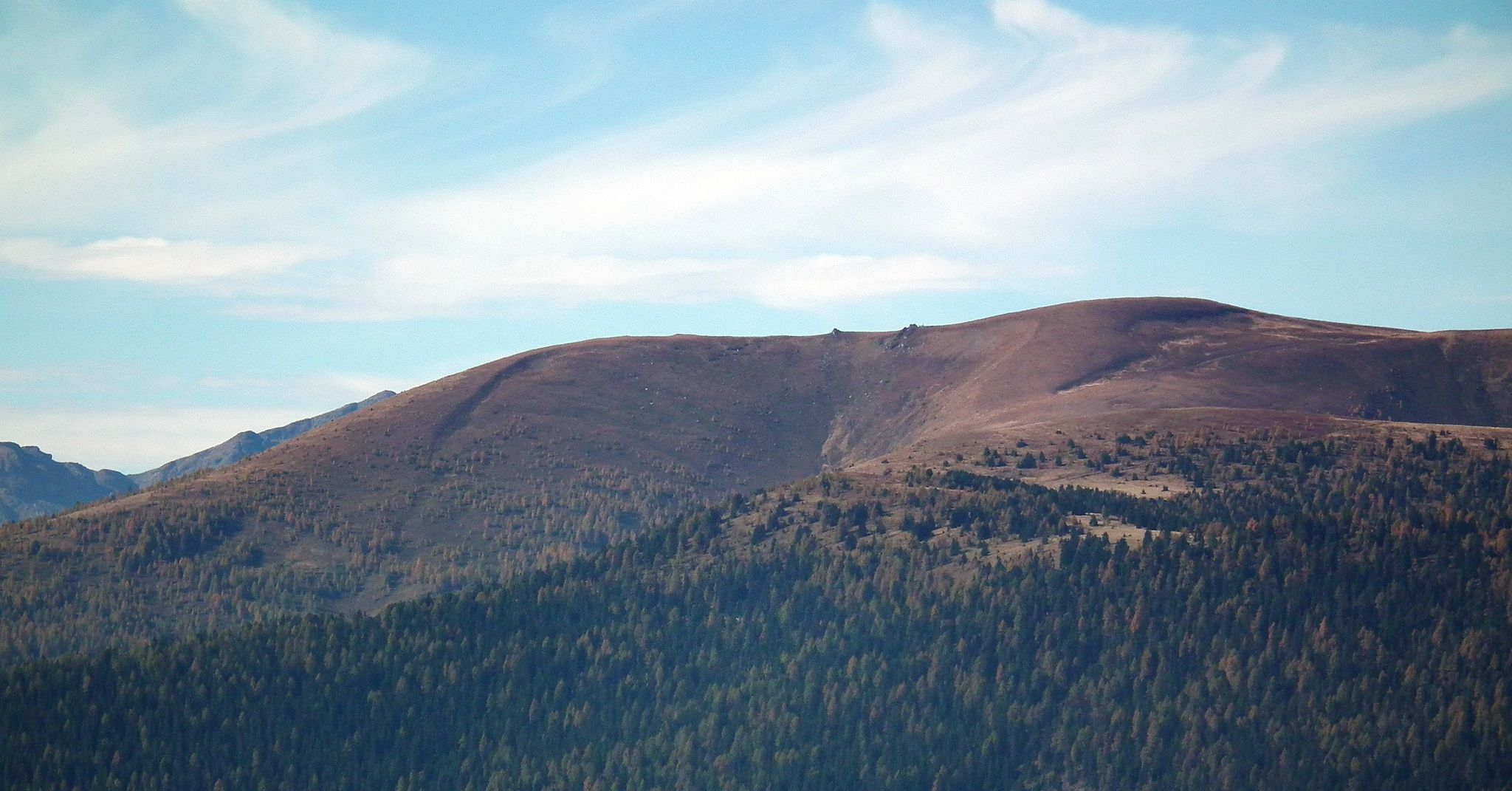

希爾施泰因山（德語：Hirschstein），是奧地利的山峰，位於該國南部，由克恩頓州負責管轄，屬於古爾克阿爾卑斯山脈的一部分，海拔高度2,047米，山體由石英岩和輝綠岩組成。